# Manoir de Lesmadec
Le manoir de Lesmadec est situé à Peumérit dans le sud-ouest du Finistère (Cornouaille), dans le lieu-dit de Lesmadec. Une partie de l'édifice est inscrit au titre des Monuments Historiques en 1968 : son portail d'entrée, son colombier le surplombant et son escalier. Il s'agit aujourd'hui d'une propriété privée appartenant à la famille Evrard.

## Architecture
Le manoir suit un plan en U s'ouvrant au sud sur un jardin d'agrément datant du deuxième quart XVIIe siècle. Le plan imaginé au XVe siècle subit un remaniement au cours du XVIIIe siècle. Un portail oriental ferme le plan du manoir. Ce portail monumental est surplombé d'un colombier à plan circulaire. Sa porte est voûtée en croisée d'ogives. L'intérieur du pigeonnier s'organise en trois rangées de pierres saillantes séparées par des niches. Le logis principal présente des pignons à chevronnières. Ses cornières sont sculptées pour représenter des animaux fantastiques. A l'arrière du logis, se trouve un escalier en pierre et un pavillon carré. Les bâtiments de fermes ont été remaniés au XIXe siècle, d'un maître d'œuvre inconnu.

## Historique
La plus grande partie du manoir a été édifiée au XVe siècle.
En 1541, Jeanne du Chastel épouse d'Alain II de Rosmadec fait aveu pour Lesmadec inclus dans son fief de Prat ar Stang dont dépend Lesmadec. Idem en 1607 où le marquis Sébastien de Rosmadec fait aveu au roi incluant Lesmadec.
Vers 1580, Louise de Lesmadec, épouse de Jehan de Corfmao sieur de Kervern, édifie le remarquable pigeonnier sur porche orné de leur écu party en clé de voûte. Contrôlant l'accès oriental de la cour il fait pendant au simple arc ogival surplombant l'entrée ouest, timbré d'un écu comportant entre autres, un chef et une fasce déjointe. Trois futaies servaient d'écrin au manoir et à ses dépendances, ainsi qu'à ses deux avenues et à son vivier.
Le 27 mars 1675, Lesmadec devient par vente par licitation la propriété de maître Gilles Le Forestier de la Noé, avocat en la Cour, capitaine garde côtes, et receveur des fouages extraordinaires de l'évêché de Cornouaille, arrivé peu avant du pays de Dinan. La famille bourgeoise Forestier s'anoblit progressivement.
Le 3 décembre 1810, la mort de son petit-fils Jean François Yves de Lesmadec, capitaine d'infanterie à vingt ans, écuyer puis citoyen propriétaire, entraîne la vente du domaine en 1812. L'adjudication est attribuée à un spéculateur brestois, Pierre Marie Lavallée.
Sous l'Empire, Jacques Julien Marie le Forestier Lesmadec, fils du capitaine et de sa seconde épouse Rosalie Marie de Puyferré descendante d'Henri II d'Albret roi de Navarre (et grand-père d'Henri IV), est maire de Peumerit alors que Yves François Marie son frère, devient maire adjoint de Plonéour.
Yves François Marie Le Forestier épouse le 23 août 1810 Marie Anne Le Coq Duparc, sœur aînée de Delphine Charlotte… la troisième épouse de son père. Le 2 janvier 1815, veuve, sans enfants, âgée de vingt cinq ans, Delphine traumatisera pour longtemps les esprits étriqués en épousant contre son père, l'apprenti jardinier du manoir.
Devenu en 1828 la propriété des aïeux de Théodore Le Hars, sénateur-maire républicain de gauche de Quimper. L'ajout d'une haute toiture à quatre rampants chapeautant l'escalier en pierre rampe sur rampe, de chaînages, bandeau et corniche, modernisent radicalement la physionomie du logis pour lui conférer celle que nous lui connaissons aujourd'hui.
À la mort de madame veuve Le Hars en 1937, le domaine est acquis à nouveau par un notaire, maître Jacques Quéinnec, député puis sénateur conservateur du Finistère.

## Louis Le Guennec
Louis Le Guennec a visité et fait des croquis du manoir en 1921. Par manque d'information vérifiable, ses observations ne donnent pas lieu à une publication. Elles ont cependant été récemment versées aux archives départementales du Finistère. Son étude du manoir a influencé le regard de plusieurs historiens sur l'édifice. Cela a amené à des erreurs d'interprétation, notamment celle de la datation du remaniement du logis. Le Guennec a attribué « un air XVIIIe au logis » ce qui peut faire penser que le remaniement daterait du XVIIIe siècle. En réalité, les actions qu'il évoque sont postérieures à 1812. Cela a été prouvé par l'inventaire effectué cette année-là et comportant une description suffisamment précise de la façade de la maison structurellement différente de celle qu'a vu Le Guennec. Modification importante confirmée par M. Cailleau, architecte des Bâtiments de France dans son rapport de présentation.